# Hierophis andreanus
Espèce
Synonymes
- Coluber andreanus (Werner, 1917)
- Coluber (s.l.) andreanus Schätti & Monsch, 2004
- Zamenis andreana Werner, 1917

Statut de conservation UICN

 LC  : Préoccupation mineure
Hierophis andreanus est une espèce de serpents de la famille des Colubridae.

## Répartition
Cette espèce est endémique du Sud des monts Zagros en Iran.

## Description
Dans sa description Werner indique que les spécimens en sa possession, un mâle et une femelle, mesurent, pour le mâle, 60 cm dont 15,5 cm pour la queue, et, pour la femelle, 75 cm dont 16,5 cm pour la queue.

## Publication originale
- Werner, 1917 : Reptilien aus Persien (Provinz Fars). Verhandlungen der Kaiserlich-Königlichen Zoologisch-Botanischen Gesellschaft in Wien, vol. 67, p. 191-220 (texte intégral).